# Segona divisió espanyola de futbol 2010-2011
La Segona divisió espanyola de futbol 2010-11 fou la 80a edició d'aquesta competició, coneguda per motius publicitaris com a Lliga Adelante. El torneig fou organitzat per la Lliga Nacional de Futbol Professional. Començà a disputar-se el 28 d'agost de 2010 i acabà el 5 de juny de 2011.
Fou el primer any en què s'implementà un sistema de play-off per a ascendir a Primera divisió, que es disputà entre els dies 8 i 19 de juny.

## Sistema de competició
La Segona divisió espanyola 2010/11 està organitzada per la Lliga Nacional de Futbol Professional (LFP).
Com en temporades precedents, la Segona Divisió 2010/11 consta d'un grup únic integrat per 22 clubs de tota la geografia de l'estat espanyol. Seguint un sistema de lliga, els 22 equips s'enfronten tots contra tots en dues ocasions -una en camp propi i una altra en camp contrari- sumant un total de 42 jornades. L'ordre d'emparellaments es va decidir per sorteig abans de començar la competició.
La classificació final s'estableix d'acord amb els punts obtinguts en cada enfrontament, a raó de tres per partit guanyat, un per empatat i cap en cas de derrota. Si en finalitzar el campionat dos equips igualessin a punts, els mecanismes per desempatar la classificació són els següents:
1. Qui tingui una major diferència entre gols a favor i en contra en els enfrontaments entre tots dos.
2. Si persisteix l'empat, es tindrà en compte la diferència de gols a favor i en contra en totes les trobades del campionat.

Si l'empat a punts és entre tres o més clubs, els successius mecanismes de desempat seran els següents:
1. La millor puntuació de la que a cada un correspongui d'acord amb els resultats dels partits jugats entre si pels clubs implicats.
2. La major diferència de gols a favor i en contra, considerant únicament els partits jugats entre si pels clubs implicats.
3. La major diferència de gols a favor i en contra tenint en compte totes les trobades del campionat.
4. El major nombre de gols a favor tenint en compte totes les trobades del campionat.
5. El club millor classificat d'acord amb els barems de fair play.

### Efectes de la classificació
Aquesta és la primera temporada en què s'aplica el nou sistema d'ascens a primera divisió: L'equip que més punts sumi al final del campionat serà proclamat campió la Lliga de Segona Divisió i obtindrà automàticament l'ascens a Primera Divisió per a la temporada, juntament amb el subcampió. Els quatre següents classificats (llocs del 3r al 6è) disputaran un play off per eliminació directa a doble partit -anada i tornada- el vencedor final obtindrà també l'ascens a Primera Divisió. Les places a Segona Divisió dels tres equips ascendits serà cobertes la temporada pels tres últims classificats, aquesta temporada, a Primera.
Per la seva banda, els quatre últims classificats de Segona Divisió (llocs del 19è al 22è) seran descendits a Segona Divisió B. D'aquesta n'ascendiran els quatre guanyadors de la promoció, per reemplaçar als equips que descendeixin.

## Participants
Hi prengueren part 22 equips, entre els quals un debutant, l'AD Alcorcón.

### Equips per comunitat autònoma
| Comunitat           | Nombre | Equips                                                  |
| ------------------- | ------ | ------------------------------------------------------- |
| Andalusia           | 5      | Betis, Córdoba, Granada, Recreativo i Xerez             |
| Castella i Lleó     | 4      | CD Numancia, SD Ponferradina, UD Salamanca i Valladolid |
| Catalunya           | 3      | Barcelona B, Gimnàstic i Girona FC                      |
| País Valencià       | 2      | Elx CF i Vila-real B                                    |
| Canàries            | 2      | UD Las Palmas i CD Tenerife                             |
| Comunitat de Madrid | 2      | AD Alcorcón i Rayo Vallecano                            |
| Regió de Múrcia     | 1      | FC Cartagena                                            |
| Aragó               | 1      | SD Huesca                                               |
| Castella - la Manxa | 1      | Albacete Balompié                                       |
| Galícia             | 1      | Celta de Vigo                                           |

### Llista d'equips
| Equip             | Entrenador             | Ciutat                 | Estadi                     | Capacitat | Marca    | Patrocinador               |
| ----------------- | ---------------------- | ---------------------- | -------------------------- | --------- | -------- | -------------------------- |
| Albacete Balompié | Mario Simón            | Albacete               | Carlos Belmonte            | 17.500    | Joma     | Caja Rural                 |
| AD Alcorcón       | Juan Antonio Anquela   | Alcorcón               | Santo Domingo              | 3.000     | Brocal   | CREEA                      |
| FC Barcelona B    | Luis Enrique           | Barcelona              | Mini Estadi                | 15.276    | Nike     | UNICEF                     |
| Betis             | Pepe Mel               | Sevilla                | Benito Villamarín          | 55.500    | RBb      | Cajasol / SEAT             |
| FC Cartagena      | Juan Ignacio Martínez  | Cartagena              | Cartagonova                | 14.500    | Kelme    | FTRC                       |
| Celta de Vigo     | Paco Herrera           | Vigo                   | Balaídos                   | 31.800    | Li Ning  | Citroën / Estrella Galicia |
| Córdoba           | Lucas Alcaraz          | Còrdova                | Nuevo Arcángel             | 18.280    | CCF      | CajaSur                    |
| Elx CF            | Pepe Bordalás          | Elx                    | Martínez Valero            | 36.017    | Rasán    | Comunitat Valenciana       |
| Gimnàstic         | Joan Carles Oliva      | Tarragona              | Nou Estadi                 | 14.500    | N        | Tarragona                  |
| Girona FC         | Raül Agné              | Girona                 | Montilivi                  | 9.500     | Elements | Costa Brava                |
| Granada CF        | Fabri González         | Granada                | Nuevo Los Cármenes         | 16.200    | Legea    | Caja Granada               |
| Huesca            | Onésimo Sánchez        | Osca                   | El Alcoraz                 | 5.300     | Bemiser  | CAI                        |
| UD Las Palmas     | Juan Manuel Rodríguez  | Las Palmas             | Gran Canaria               | 31.250    | KS       | Caja Canarias              |
| CD Numancia       | Juan Carlos Unzué      | Sòria                  | Los Pajaritos              | 9.025     | Erreà    | Caja Duero                 |
| SD Ponferradina   | Claudio Barragán       | Ponferrada             | El Toralín                 | 8.200     | Nike     | Bio3                       |
| Rayo              | José Ramón Sandoval    | Madrid                 | Teresa Rivero              | 15.600    | Patrick  | Clesa                      |
| Recreativo        | Juan Carlos Ríos       | Huelva                 | Nuevo Colombino            | 21.670    | Cejudo   | Cajasol                    |
| UD Salamanca      | Balta Sánchez          | Salamanca              | El Helmántico              | 17.341    | Mobel    | Caja Duero                 |
| CD Tenerife       | David Amaral           | Santa Cruz de Tenerife | Heliodoro Rodríguez López  | 23.000    | Luanvi   | Caja Canarias              |
| Valladolid        | Abel Resino            | Valladolid             | José Zorrilla              | 26.512    | Kappa    |                            |
| Vila-real B       | José Francisco Molina  | Vila-real              | Ciutat Esportiva           | 5.000     | Puma     | Aeroport Castelló          |
| Xerez             | Francisco Javier López | Jerez de la Frontera   | Estadi Municipal de Chapín | 20.523    | Legea    | Cajasol                    |

## Classificació
|         |     | Equips de futbol       | PJ | G  | E  | P  | GF | GC | Dif | Pts |
| ------- | --- | ---------------------- | -- | -- | -- | -- | -- | -- | --- | --- |
| Ascens  | 1.  | Real Betis (A) (C)     | 42 | 25 | 8  | 9  | 85 | 44 | +41 | 83  |
| Ascens  | 2.  | Rayo Vallecano (A)     | 42 | 23 | 10 | 9  | 73 | 48 | +25 | 79  |
|         | 3.  | FC Barcelona B         | 42 | 20 | 11 | 11 | 85 | 62 | +23 | 71  |
|         | 4.  | Elx CF (Q)             | 42 | 18 | 15 | 9  | 55 | 42 | +13 | 69  |
| Ascens  | 5.  | Granada CF (Q) (A)     | 42 | 18 | 14 | 10 | 71 | 47 | +24 | 68  |
|         | 6.  | Celta de Vigo (Q)      | 42 | 17 | 15 | 10 | 62 | 43 | +19 | 66  |
|         | 7.  | Real Valladolid (Q)    | 42 | 19 | 9  | 14 | 65 | 51 | +14 | 66  |
|         | 8.  | Xerez CD               | 42 | 17 | 9  | 16 | 60 | 64 | -4  | 60  |
|         | 9.  | AD Alcorcón            | 42 | 17 | 7  | 18 | 57 | 52 | +5  | 58  |
|         | 10. | CD Numancia            | 42 | 17 | 6  | 19 | 65 | 63 | +2  | 57  |
|         | 11. | Girona FC              | 42 | 15 | 12 | 15 | 58 | 56 | +2  | 57  |
|         | 12. | Recreativo de Huelva   | 42 | 12 | 20 | 10 | 44 | 37 | +7  | 56  |
|         | 13. | FC Cartagena           | 42 | 16 | 8  | 18 | 48 | 63 | -15 | 56  |
|         | 14. | SD Huesca              | 42 | 13 | 16 | 13 | 39 | 45 | -6  | 55  |
|         | 15. | UD Las Palmas          | 42 | 13 | 15 | 14 | 56 | 71 | -15 | 54  |
|         | 16. | Córdoba CF             | 42 | 13 | 13 | 16 | 58 | 63 | -5  | 52  |
|         | 17. | Vila-real B            | 42 | 15 | 6  | 21 | 43 | 63 | -20 | 51  |
|         | 18. | Gimnàstic de Tarragona | 42 | 12 | 13 | 17 | 37 | 45 | -8  | 49  |
| Descens | 19. | UD Salamanca (D)       | 42 | 13 | 7  | 22 | 46 | 68 | -22 | 46  |
| Descens | 20. | CD Tenerife (D)        | 42 | 9  | 11 | 22 | 42 | 66 | -24 | 38  |
| Descens | 21. | SD Ponferradina (D)    | 42 | 5  | 19 | 18 | 36 | 63 | -27 | 34  |
| Descens | 22. | Albacete Balompié (D)  | 42 | 7  | 11 | 24 | 35 | 64 | -29 | 32  |

## Play-off
|  | 8 i 11 de juny | 8 i 11 de juny  | 8 i 11 de juny | 8 i 11 de juny | 8 i 11 de juny |   |   | 9 i 12 de juny | 9 i 12 de juny | 9 i 12 de juny | 9 i 12 de juny | 9 i 12 de juny |
|  |                |                 |                |                |                |   |   |                |                |                |                |                |
|  | 3              | Elx CF          | 0              | 3              | 3              |   |   |                |                |                |                |                |
|  | 6              | Real Valladolid | 1              | 1              | 2              |   |   |                |                |                |                |                |
|  |                |                 |                |                |                |   | 3 | Elx CF         | 0              | 1              | 0              |                |
|  |                | 4               | Granada CF     | 0              | 1              | 4 |   |                |                |                |                |                |
|  | 6              | Granada CF      | 0              | 1(5)           | 1              |   |   |                |                |                |                |                |
|  | 3              | Celta de Vigo   | 1              | 0(4)           | 1              |   |   |                |                |                |                |                |